# IBEX 35
IBEX 35 (en sammentrækning af Iberia Index) er et aktieindeks for Bolsa de Madrid. Aktieindekset er opstartet i 1992 og administreres og beregnes af Sociedad de Bolsas, et datterselskab til Bolsas y Mercados Españoles (BME), som driver Spaniens aktiemarked. Det er et vægtet aktieindeks ud fra aktiernes markedsværdi og aktieindekset består af de 35 mest likvide aktier, der handles i Bolsa de Madrid General Index. Opgørelsen foretages to gange årligt.

## Historie
IBEX 35 blev indviet 14. januar 1992, til trods for det, er der udregnet værdier for aktieindekset fra 29. december 1989 og frem.